# غلين كاباسيو
غلين كاباسيو مواليد 15 مايو 1964، هو مدرب كرة سلة فلبيني ولاعب معتزل. بدأ مسيرته الاحترافية في سنة 1988. مثّل منتخب بلاده. حقق المركز الثالث في دورة الألعاب الآسيوية 1986. اعتزل اللعب في 2001. لعب مع ستار هوتشوتز وتي إن تي كاتروبا.

## الميداليات
| الميدالية | المسابقة                   |
| --------- | -------------------------- |
| برونزية   | دورة الألعاب الآسيوية 1986 |